# Tachardina karroo
Tachardina karroo är en insektsart som först beskrevs av Charles Kimberlin Brain 1920.  Tachardina karroo ingår i släktet Tachardina och familjen Kerriidae. Inga underarter finns listade i Catalogue of Life.